# Port lotniczy Konya
Port lotniczy Konya (IATA: KYA, ICAO: LTAN) – port lotniczy położony 18 km od Konya, w prowincji Konya, w Turcji.

## Linie lotnicze i połączenia
| Linia Lotnicza    | Kierunek                                                                        |
| ----------------- | ------------------------------------------------------------------------------- |
| AnadoluJet        | 1. Stambuł-Sabiha Gökçen Sezonowo: 1. Kopenhaga                                 |
| Corendon Airlines | Sezonowo: 1. Amsterdam 2. Rotterdam                                             |
| Pegasus Airlines  | 1. Stambuł-Sabiha Gökçen Sezonowo: 1. Kopenhaga                                 |
| SunExpress        | 1. Izmir Sezonowo: 1. Amsterdam 2. Kopenhaga 3. Düsseldorf 4. Sztokholm-Arlanda |
| Turkish Airlines  | 1. Stambuł                                                                      |